# ويليام دبليو. رايس
ويليام دبليو. رايس (بالإنجليزية: William W. Rice)‏ هو محامي وقاضي وسياسي أمريكي، ولد في 7 مارس 1826 في ديرفيلد في الولايات المتحدة، وتوفي في 1 مارس 1896 في ورسستر في الولايات المتحدة. حزبياً، نشط في حزب الأرض الحرة والحزب الجمهوري. وقد انتخب عضو مجلس نواب ماساتشوستس وانتخب عضو مجلس النواب الأمريكي.